# Krzysztof Bulski
Krzysztof Bulski (12 de febrer de 1987 - 17 de desembre de 2020) va ser un jugador d'escacs polonès que tenia el títol de Gran Mestre (GM) de la FIDE.

## Carrera d'escacs
Bulski va néixer a Częstochowa i va aprendre a jugar als escacs als set anys. Va ser medallista diversos cops als campionats polonesos per edats: plata el 2007 (sub-20) i dues vegades bronze el 2001 (sub-14), 2006 (sub-20). El 2007 va representar Polònia al Campionat del Món júnior a Erevan. Va guanyar el campionat polonès per equips d'escacs blitz en tres ocasions, els anys 2007, el 2008 i el 2009. El 2010 va debutar al Campionat de Polònia.
El 2010, va compartir el primer lloc amb Marcin Tazbir al Campionat d'Escacs de la Universitat de Polònia a Poznań. El 2011, Bulski va acabar segon en el torneig de Zaježová, Eslovàquia. L'any 2012 va guanyar dues medalles de plata al Campionat Mundial d'Escacs Universitari (classificació individual i per equips) a Guimarães.
El seu Elo FIDE més alt, de 2.554, el va aconseguir el juliol de 2012. Va rebre el títol de Gran Mestre de la FIDE el setembre de 2012.
El 2013, Bulski va quedar segon al Campionat d'escacs polonès blitz a Bydgoszcz. També va competir amb èxit en diversos campionats polonesos d'escacs per equips (or per equips el 2007, 2013 i plata els anys 2011, 2012, 2014).
Bulski va jugar amb Polònia al tercer tauler al Campionat d'Europa d'escacs per equips de 2013, amb 5/9 (+2–1=6).
Va morir el 17 de desembre de 2020 a l'edat de 33 anys.